# 카불 국제공항
카불 국제공항(영어: Kabul International Airport, 페르시아어: میدان هوائی بین المللی حامدکرزی, 파슈토어: حامدکرزی نړيوال هوائي ډګر) 또는 하미드 카르자이 국제공항(영어: Hamid Karzai International Airport)은 아프가니스탄의 수도 카불에 있는 국제공항으로 아프가니스탄의 국영 항공사인 아리아나 아프간 항공이 허브 공항으로 이용하고 있다. 공항 명칭의 경우 아프가니스탄의 대통령인 하미드 카르자이에서 유래된 것으로 2014년에 명칭 변경이 승인이 되면서 현재에 이르고 있다.
카불 국제공항은 지난 10년동안 확장과 현대화를 거듭해 왔다. 신규 국제선 터미널이 준공됨에 따라 기존의 터미널은 국내선 전용 터미널로 이용되고 있다. 공항 인근에는 미군과 NATO군으로 구성된 Resolute Support Mission(과거 국제안보지원군, ISAF)이 주둔하는 군사기지가 자리잡고 있다. 카불 국제공항은 2021년 카불 함락 이후 추가적인 공지가 있기 전까지 모든 민간 항공 운송이 중단된 상태이다. 이 공항은 2021년 현재는 위험한 나라인 아프가니스탄인이 대한민국과 미국을 포함한 나라에 갈 수 있게 도운 공항이다.

## 역사
카불 국제공항은 1960년, 소련 기술진들에 의해 건설되었다. 많은 외국인 관광객들이 카불 국제공항을 통해 아프가니스탄을 방문하곤 했는데, 1978년 사우르 혁명과 1979년 소련–아프가니스탄 전쟁발발로 인해 끊기고 말았다.
소련–아프가니스탄 전쟁 당시 공항은 소련군과 모하마드 나지불라가 이끄는 아프가니스탄 민주공화국군이 통제했다.
92년부터 96년까지 아프가니스탄의 내전이 발발함에 따라 공항은 각각의 무자헤딘에 의해 주인이 바뀌고 바뀌기를 반복한다.
1996년 11월부터 2001년 미국의 아프가니스탄 침공까지 공항은 아프가니스탄 이슬람국의 소유하에 존재했다.
9·11 테러이후, NATO의 아프가니스탄 공습으로 카불 국제공항은 미국과 연합군의 폭격을 받았다. 국제안보지원군이 공항의 통제권을 장악한 뒤, 신규 레이더 시스템이 2005년 설치되었고, 2010년 미 연방항공청에 의해 성능 향상 공사가 이루어졌다.
2021년 8월 16일 하미드 카르자이 국제공항에서 출발하는 모든 상업 항공편이 취소되었다.

## 운항 노선

### 국제선
| 항공사               | 목적지 |
| -------------------- | --- |
| 에어 인디아          | 델리 |
| 아리아나 아프간 항공 | 앙카라, 바쿠, 델리, 두바이, 이스탄불(아타튀르크), 제다, 칸다하르, 쿠웨이트, 모스크바(세례메티예보), 우루무치 |
| 에미레이트 항공      | 두바이 |
| 플라이두바이         | 두바이 |
| 캄에어               | 델리, 두바이, 두샨베                                                                                         |
| 마한 에어            | 테헤란(이맘호메이니)                                                                                         |
| 파키스탄 국제 항공   | 이슬라마바드, 페샤와르                                                                                       |
| 사피 항공            | 델리, 두바이, 이슬라마바드, 제다                                                                             |
| 스페이스 제트        | 델리 |
| 터키항공             | 이스탄불(아타튀르크)                                                                                         |

### 국내선
| 항공사                 | 목적지                                                                         |
| ---------------------- | ------------------------------------------------------------------------------ |
| 아리아나 아프간 항공   | 헤라트                                                                         |
| 아프간 제트 인터내셔널 | 보스트(라슈카르가), 차그차란, 헤라트, 칸다하르, 타린코트(우루즈간)             |
| 이스트 호라이즌 항공   | 바미얀, 차그차란, 화이자바드, 헤라트, 후스트, 쿤두즈, 샤라나, 자란즈           |
| 캄에어                 | 보스트(라슈카르가), 헤라트, 칸다하르, 쿤두즈, 마자리샤리프, 타린코트(우루즈간) |
| 사피 항공              | 헤라트                                                                         |

### 화물 노선
| 항공사        | 목적지                   |
| ------------- | ------------------------ |
| 코인 항공     | 두바이                   |
| MNG 항공      | 카라치, 라호르, 아부다비 |
| 피트스 에어   | 두바이                   |
| 실크웨이 항공 | 바쿠                     |